# Język krik
Język krik (muskogi) (nazwa własna: Mvskoke, ang. Muscogee) – język z rodziny muskogejskiej używany przez Krików oraz Seminoli w południowo-wschodnich Stanach Zjednoczonych.
W języku krik szyk zdania jest typu SOV. Krik jest językiem tonalnym, w którym występują trzy tony: wysoki, niski i opadający.